# Fernando Puche
Fernando Puche Doña (Málaga, 2 de septiembre de 1946-14 de septiembre de 2024) fue un empresario español y anterior empresario de la plaza de toros de la Malagueta. También fue presidente del Málaga Club de Fútbol entre los años 1997 y 2001.

## Biografía como presidente
Comenzó su mandato con el equipo sumido en una grave crisis, ya que militaba en 2ª B, la tercera categoría española. Al poco tiempo de llegar a la presidencia, hizo unas declaraciones sobre el futuro del Málaga: «En dos años estaremos en Primera».
Esas ilusiones del presidente se hicieron realidad gracias a la excelente gestión llevada a cabo por la directiva del cuadro blanquiazul, así como por los diferentes entrenadores que se hicieron cargo del equipo (Ismael Díaz Galán en 2.ª B y Joaquín Peiró en 2.ª y 1.ª) y por el trabajo de unos jugadores comprometidos.
En dos temporadas el equipo consiguió, primero, salir de 2.ª B, y al año siguiente consiguió el ascenso a 1.ª división, siendo campeón de liga en 2.ª. El equipo se consolidó en 1.ª durante dos temporadas (puesto 12 en la 99/00 y puesto 8 en la 00/01).
Ese mismo año se vio implicado en la Operación Rosaleda contra el contrabando de tabaco, ejecutada en diciembre de 1999. Tras pasar una noche detenido, el juez decretó su puesta en libertad bajo fianza de 30 millones de pesetas.
El empresario y presidente del Málaga C.F., Fernando Puche, se declaró inocente de su presunta implicación en el caso y achacó su detención a «una trama orquestada por tres personas», que no identificó, pero que dejó entrever que se trataría de funcionarios aduaneros.
| Predecesor: Federico Beltrán Galindo | Presidente del Málaga Club de Fútbol 1997-2001 | Sucesor: Serafín Roldán Freire |

## Tras la presidencia
En junio de 2003, compró la mayoría de las acciones de Raytur Caribe, S.A. /Hoteles C y fue nombrado Presidente y Consejero Delegado.
En el pasado presidió y gestionó la Plaza de Toros de Málaga junto con los toreros Javier Conde y Francisco Rivera Ordóñez.